# Леон (історична область)

Адміністративний поділ Іспанії в 1833 році. Історичний регіон Леон виділено фіолетовим кольором

Леон (ісп. León) - історична область в Іспанії.
У VIII столітті північний захід Піренейського півострова був об'єднаний під владою Астурійського королівства. У 910 році сини короля Альфонсо III розділили його спадок, в результаті чого утворилося незалежне Леонське королівство зі столицею в місті Леон. У XIII столітті Леон остаточно об'єднався династично з Кастильським королівством, увійшовши до складу земель Кастильської Корони, але формально продовжував залишатися окремим королівством.
У 1833 році, в рамках побудови централізованої держави, королівським декретом від 20 листопада Іспанія була розділена на 49 провінцій, які були згруповані за «історичними регіонами» (яка не мала, втім, ніякого формально-юридичного статусу). Історичний регіон Леон виявився складеним з провінцій Леон, Саламанка та Самора. У 1983 році історичний регіон Леон був об'єднаний з історичним регіоном Кастилія-ла-В'єха в автономне співтовариство Кастилія і Леон.